# Universidad Nicolás Copérnico de Torún
La Universidad Nicolás Corpénico de Torún (en polaco: Uniwersytet Mikołaja Kopernika w Toruniu) es una universidad pública ubicada en la ciudad de Torún, en Polonia. Fue bautizada en honor a Nicolás Copérnico, que nació en esa misma ciudad en 1473. La universidad es sede de los Angels Toruń, equipo de fútbol americano de la PLFA, la máxima división del país.

## Facultades
- Facultad de Matemáticas aplicadas e informática
- Facultad de Ciencias políticas
- Facultad de Física
- Facultad de Química
- Facultad de Biología
- Facultad de Medicina
- Facultad de Derecho
- Facultad de Ciencias económicas
- Facultad de Ciencias de la salud
- Facultad de Idiomas
- Facultad de Teología
- Facultad de Humanidades
- Facultad de Bellas Artes
- Facultad de Historia
- Facultad de Magisterio
- Facultad de Administración
- Facultad de Astronomía

## Alumnos notables
- Aleksander Wolszczan, astrónomo polaco.
- Roman Ingarden, filósofo y teórico polaco.
- Zbigniew Herbert, poeta y dramaturgo.
- Adolf Hyła, pintor y profesor de arte.
- Marika Krajniewska, escritora.
- Krzysztof Pomian, filósofo y ensayista.
- Janusz Leon Wiśniewski, escritor y científico.
- Wojciech Pawlina, médico, escritor y científico.